# Heliotropium glutinosum
Heliotropium glutinosum är en strävbladig växtart som beskrevs av Rodolfo Amando Philippi. Heliotropium glutinosum ingår i Heliotropsläktet som ingår i familjen strävbladiga växter. Inga underarter finns listade i Catalogue of Life.